# Касъл
„Касъл“ (на английски: Castle) е американски драматично-комедиен сериал, който дебютира на 9 март 2009 г. по ABC.
На 12 май 2016 г. сериалът е спрян.

## Предпоставка
Сериалът се върти около Нейтън Филиън в ролята на Ричард Касъл, известен писател на романи от жанра на мистерията, който отначало е повикан от полицейското управление на Ню Йорк да разреши убийство, базирано на тези от романите му. Стана Катик играе главната женска роля на Кейт Бекет. След запознанството си с Бекет, Касъл решава да я използва като модел за следващата му поредица книги. Той използва контактите си и получава разрешение да придружава Бекет при разследването на случаи. В последствие любовта се показва и те стават и партньори в живота, което не е никак лесна задача.

## „Касъл“ в България
В България сериалът започва излъчване на 16 юни 2009 г. по Fox Crime, всеки вторник от 22:00 с повторение в сряда от 17:50 и неделя от 22:00, като е дублиран на български. На 3 март 2010 г. започва втори сезон, всяка сряда от 21:10 с повторение в четвъртък от 18:05 и неделя от 22:00. На 17 март 2011 г. започва трети сезон, всеки четвъртък от 21:10. На 1 март 2012 г. започва четвърти сезон, всеки четвъртък от 20:55 по два епизода, като за последно е излъчен епизод на 3 май. На 14 септември се излъчват двата предпоследни епизода от 21:10, а на 21 септември се излъчва и последният. В първи сезон дублажът е на студио Александра Аудио, а от втори на студио Доли.
На 1 декември 2009 г. започва повторно излъчване по Нова телевизия, всеки делник от 21:00. Първи сезон завършва на 14 декември. Втори сезон започва на 16 август 2010 г., всеки делник от 21:00. Сезонът приключва на 14 септември, но два от епизодите му остават неизлъчени. На 13 декември започва повторно излъчване на първи сезон, всеки делник от 20:00. На 19 август 2011 г. втори сезон започва наново и приключва на 21 септември. На 14 август 2012 г. започва трети сезон, всеки делник от 20:00. От 10 септември се излъчват по два епизода наведнъж с изключение на 11 септември, а последните два се излъчват на 14 септември. На 23 януари 2013 г. започва четвърти сезон, всеки делник от 20:00. На 8 юли започва повторно трети сезон, всеки делник от 22:30. На 16 август започва четвърти сезон, всеки делник от 21:00. В първи и втори сезон дублажът е на Арс Диджитал Студио, в трети и четвърти е на Диема Вижън, а от пети е на студио Доли.
На 9 септември 2013 г. започва пети сезон по Fox от понеделник до сряда по три епизода, а в четвъртък и петък по един от 21:00 с повторение по-късно от 00:15 без да се излъчи последният епизод. След повторно излъчване на сезона през октомври, последният епизод е излъчен на 29 октомври от 16:00. На 8 януари 2014 г. започва шести сезон, всяка сряда от 21:00 по два епизода с повторения в четвъртък и петък от 11:15 и неделя от 20:05. На 19 февруари е повторен 12 епизод, а след него е излъчен 13, който е повторен на 26 февруари и след него е пуснат 14 епизод. От 5 март се излъчва от 20:05 по един епизод като за последно е излъчен деветнайсети епизод на 9 април. Сезонът продължава на 7 май със същото разписание и завършва на 28 май. На 29 януари 2015 започва седми сезон, всеки четвъртък от 21:55. На 3 ноември започва осми сезон, всеки вторник от 22:00. Последният епизод е излъчен на 31 май 2016 г. На 5 декември 2021 г. започва повторение на сезон 1 с разписание всяка събота и неделя от 08:25 по три епизода, с повторение от 17:10. Излъчен е с дублажът е на Александра Аудио.
В дублажа на Арс Диджитал Студио и студио Доли ролите се озвучават от артистите Гергана Стоянова, Таня Димитрова, Васил Бинев, Росен Плосков и Илиян Пенев. В осемнайсети епизод от шести сезон Стоянова е заместена от Яница Митева. В дублажа на Диема са Гергана Стоянова, Йорданка Илова, Васил Бинев, Емил Емилов и Христо Узунов. В дублажа на Александра Аудио се озвучават от Даринка Митова, Елена Бойчева, Георги Тодоров и Николай Пърлев.